# Aritacu Ogi
Aritacu Ogi (* 10. prosince 1942) je bývalý japonský fotbalista.

## Reprezentační kariéra
Aritacu Ogi odehrál 62 reprezentačních utkání. S japonskou reprezentací se zúčastnil Letních olympijských her 1964 a Letních olympijských her 1968.

## Statistiky
| Japonsko | Japonsko | Japonsko |
| Roky     | Záp.     | Góly     |
| -------- | -------- | -------- |
| 1963     | 1        | 0        |
| 1964     | 1        | 0        |
| 1965     | 2        | 0        |
| 1966     | 7        | 2        |
| 1967     | 5        | 3        |
| 1968     | 3        | 0        |
| 1969     | 4        | 0        |
| 1970     | 13       | 2        |
| 1971     | 5        | 2        |
| 1972     | 8        | 2        |
| 1973     | 5        | 0        |
| 1974     | 6        | 0        |
| 1975     | 0        | 0        |
| 1976     | 2        | 0        |
| Celkem   | 62       | 11       |